# Antonija Čok
Antonija (Tončka) Čok, slovenska učiteljica in kulturna delavka, * 29. december 1897, Lonjer pri Trstu, † 9. januar 1978, Trst.

## Življenje in delo
Končala je meščansko šolo in tečaje učiteljišča  ter 1917 v maturirala na učiteljišču v Trstu. Usposobitveni izpit je opravila 1920 v Tolminu. Učila je v tržaški okolici: Sv. Ivan, Trebče, Katinara, Škedenj, Gropada in Bazovica ter bila 23. septembra 1923 kot prva slovenska učiteljica odpuščena iz službe; 1923 je odšla v Jugoslavijo ter poučevala v kočevskem okraju: Loški potok, Stara Cerkev, Kočevje, Kočevska reka ter ponovno v Stari Cerkvi. Tu so jo 15. oktobra 1942 italijanski fašisti aretirali, odpeljali v zapor v Ljubljano, odtod pa v koncentracijsko taborišče Monigo. Po vojni je 1945-1946 učila pri Sv. Ivanu, nato je bila do upokojitve pri Slovenski prosvetni zvezi, kjer je skrbela za šolstvo. 
V letih 1915−1923 je bila orglarka na Katinari, v vseh službenih krajih v tržaški okolici in Jugoslaviji je vodila pevske zbore; zadnji je bil moški pevski zbor emigrantov Orjem v Kočevju. Po njej se tudi imenuje pevski zbor Tončke Čok. Od 1928-1942 je bila tajnica Jugoslovanskega učiteljskega združenja za Kočevski okraj. Je nosilka partizanske spomenice 1941.